# Josef Kajetán Tyl
Josef Kajetán Tyl, né le 4 février 1808 à Kutná Hora et mort le 11 juillet 1856 à Plzeň, est un écrivain, acteur et dramaturge tchèque, auteur, entre autres, de l'hymne national tchèque Kde domov můj?.

## Biographie

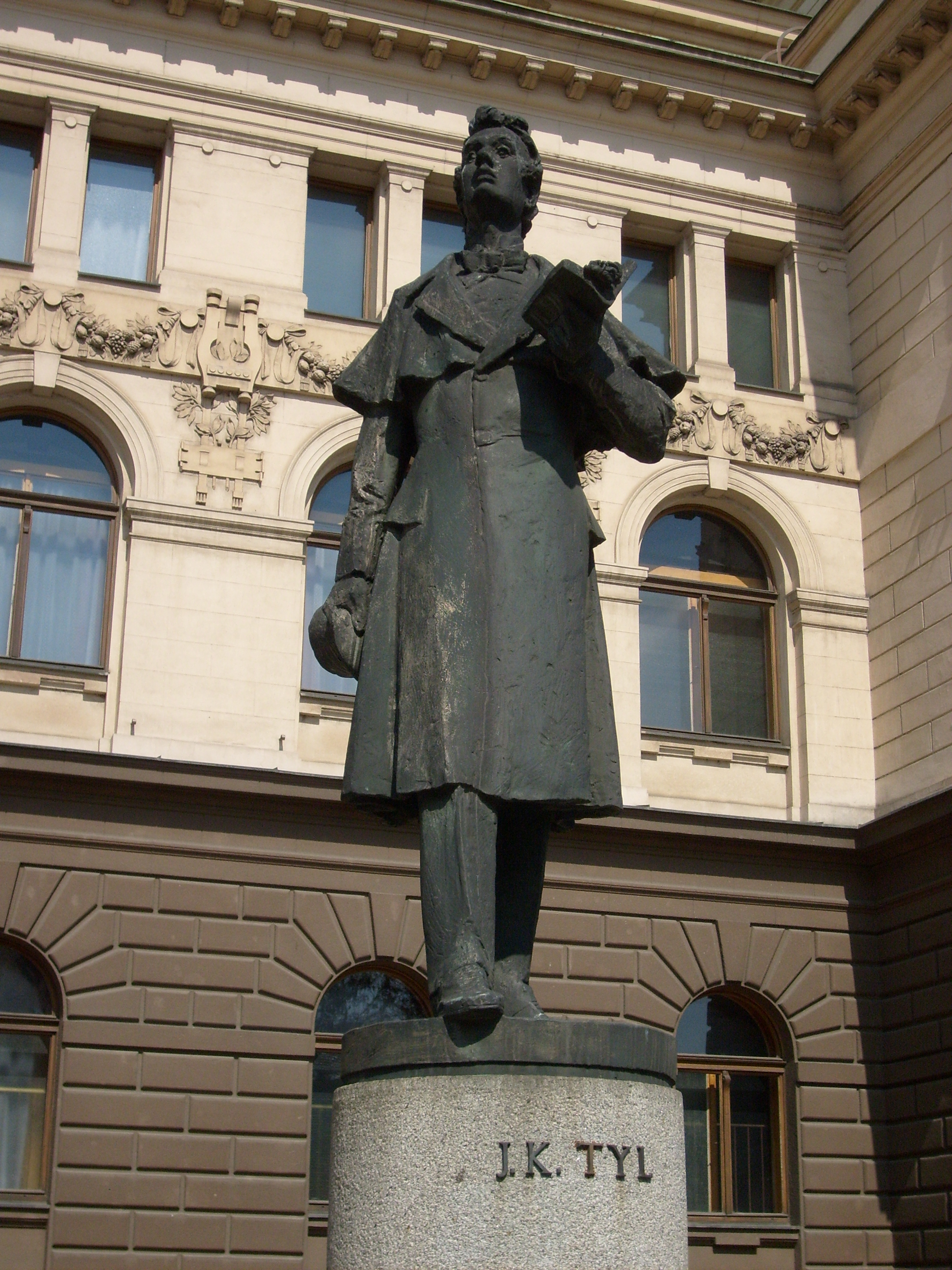
Statue de Josef Kajetán Tyl à Plzeň.

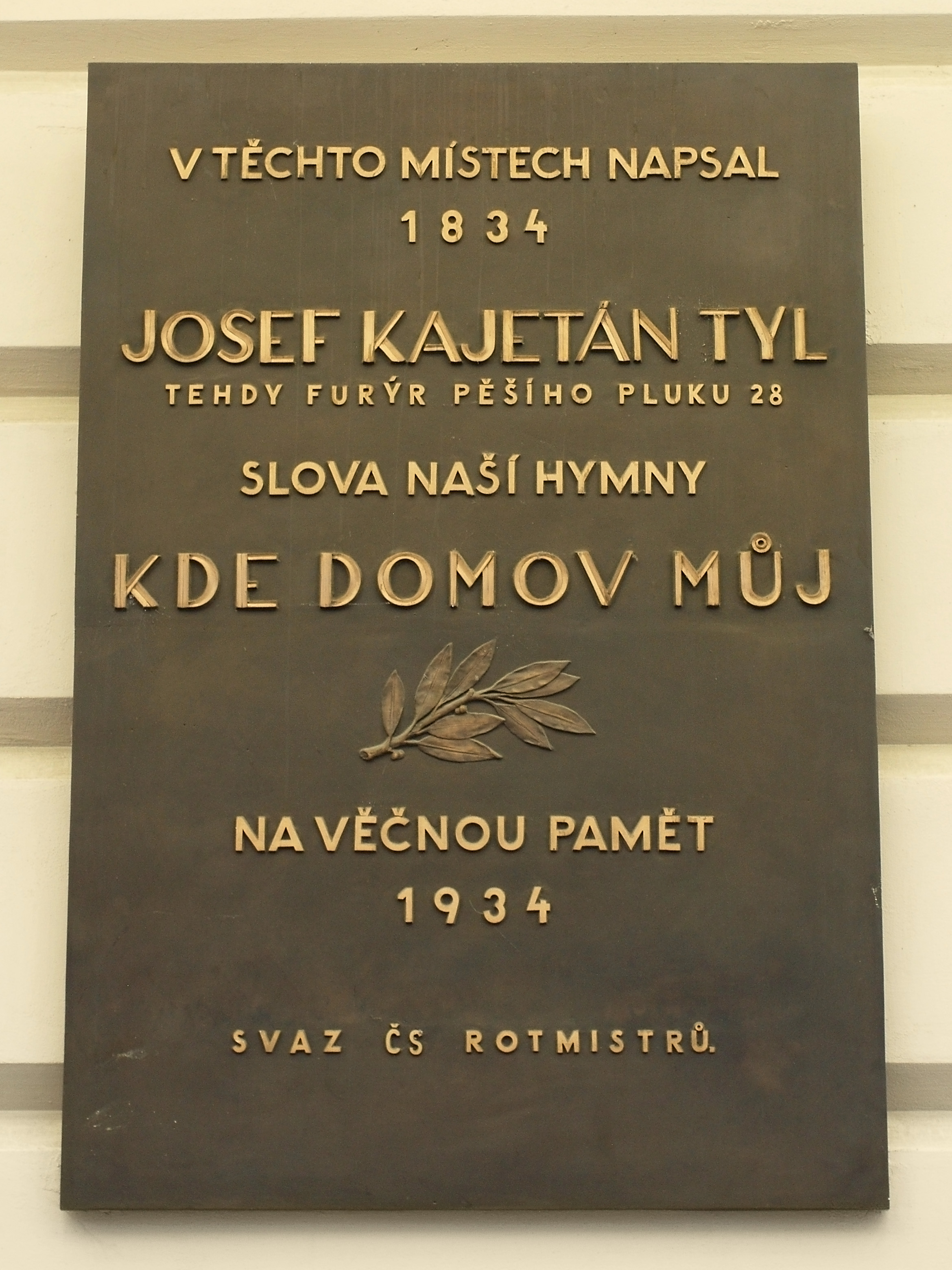
Plaque commémorative à l'endroit (Namesti Republiky, depuis 2007 situé au Palladium) où Josef Kajetán Tyl a écrit en 1834 les paroles du futur hymne tchèque Kde domov můj? ; dévoilé apparemment à l'occasion du 100e anniversaire de 1934.

La ville de Kutná Hora ne possédait plus, à l'époque de la naissance de Tyl, que le reflet de la gloire passée de la deuxième ville la plus importante du Royaume de Bohême. À l'époque de Tyl, la royauté tchèque et la noblesse tchèque étaient au bord de la décadence. Cependant, les efforts de la première génération de la Renaissance nationale tchèque commençaient déjà à porter leurs fruits. Tyl, lycéen passionné par la lecture de livres tchèques, admettait ouvertement que l'œuvre du premier dramaturge tchèque Václav Kliment Klicpera (en), qui témoignait à son tour de son amour pour le théâtre, avait le plus d'impact sur lui. En raison de son penchant pour le théâtre, Tyl est devenu membre d'une troupe itinérante dès le début de ses études de philosophie. Il considérait alors l'activité d'organisation et de dramaturgie pour le théâtre tchèque comme le sens de sa vie. C'est surtout la période 1845-1850 qui constitue l'apogée de l'activité créatrice de Josef Kajetán Tyl. C'est à cette époque que furent créés ses tableaux dramatiques de la vie quotidienne, comme La fille de l'incendiaire (1847), les contes dramatiques Le joueur de cornemuse de Strakonitz (1847) et les drames historiques Les mineurs de Kutná Hora (1848), Jan Hus (1848) ou Drahomira et ses fils (1849). Ces œuvres sont à l'origine de la dramaturgie tchèque. Elles exprimaient toutes l'esprit de l'époque, réagissaient à toutes les impulsions sociales et politiques, et pourtant, elles comptent encore aujourd'hui parmi les pièces phares du répertoire des théâtres tchèques ; non seulement parce que le drame leur est propre, mais aussi parce que leur contenu démocratique et leur capacité de typification ont un caractère intemporel.
Tyl vivait à trois avec son épouse Magdalena Forchheimová et sa sœur Anna, de 21 ans sa cadette, avec laquelle il eut sept enfants. Il s'engagea également en politique et participa notamment en 1848 à la Diète de Kremsier constituante en tant que député du district d'Unhošť. En 1851, la troupe du Théâtre des États de Prague fut dissoute et Tyl continua à travailler dans une troupe de théâtre itinérante. Gravement malade et appauvri, il décède en 1856 lors d'un séjour théâtral à Plzen, où il est enterré au cimetière Saint-Nicolas (“'Mikulášský hřbitov”').
De 1948 à 1992, le Théâtre des États de Prague portait le nom de Tyl (“'Tylovo divadlo”'). Aujourd'hui, les théâtres de Kutná Hora et le Théâtre de Plzen portent son nom.

## Parents
Son père František, également orthographié dans les documents officiels comme Till, Tille, Tylli ou Týl, était musicien (hautbois) au 28ème Régiment d'Infanterie d'Autriche (cs) ; sa mère Barbara était la fille du meunier Ignác Králík, ils se sont mariés le 15 novembre 1807. Son père quitte l'armée en 1809 et travaille comme tailleur. Il a changé son nom de naissance Josef Kajetán Till en Týl en 1825 et en Tyl en 1838.

## Vie professionnelle
À partir de 1822, il étudie au Gymnase académique de Prague (cs), puis en 1827 au Gymnase de Hradec Králové (cs), où il rencontre Václav Kliment Klicpera (cs). Après avoir obtenu son diplôme (1828), il commence à étudier à la Faculté des lettres de l'université Charles de Prague à Prague. Il ne termine pas ses études.
Il devient membre de la Société de voyage de Hilmer, où il fait la connaissance de Magdalena Forchheimová (cs), actrice et chanteuse d'opéra, qu'il épouse en 1839. Après deux ans au sein de cette compagnie, il retourne à Prague. À Prague, il obtient un poste de comptable au bureau militaire du 28e régiment d'infanterie, où il travaille jusqu'en 1842. Pendant son temps libre, il continue à se consacrer au théâtre et au journalisme. À partir de 1833, il dirige pratiquement la rédaction du magazine Jindy a nyní, ce magazine est devenu après 1834 Květy české (cs) et ce n'est qu'en 1835 que le nom a été simplifié en Květy, probablement à la suggestion de František Palacký. Il l'édita jusqu'en 1836 et dans les années 1840-1845. Il a également édité le magazine Vlastimil (1840-1842) et, de 1846 à 1849, il a édité Pražský posel (cs). En 1849, il tente de fonder un journal pour la campagne - Sedlské noviny, mais cette tentative échoue rapidement.
En 1833, avec Karel Slavoj Amerling, František Dittrich, un groupe d'écrivains de la Václav Filípek, František Hajniš, František Krumlovský, Karel Hynek Mácha et d'autres, il fonde le Théâtre Kajetán (cs), qui joue dans la Malá Strana de Prague dans la maison Kajetán du pharmacien et artiste de théâtre Jan Dobromil Arbeiter. Il s'adressait aux classes les plus éduquées et, au cours de ses quatre années d'existence, il a accueilli 25 représentations d'auteurs locaux (Václav Kliment Klicpera, Jan Nepomuk Štěpánek, etc.). À partir de 1842, il travaille comme metteur en scène et dramaturge au Nouveau Théâtre de la rue Růžová. Le 21 décembre 1834, sa pièce Fidlovačka est jouée au Stavovské divadlo [Théâtre des États], où la chanson Kde domov můj? est chantée pour la première fois. En 1835, il monte une troupe d'amateurs qui joue des pièces tchèques au Théâtre des États. En 1846, il rejoint le Théâtre des États, où il travaille comme dramaturge. Le directeur Hofman lui confie la responsabilité des pièces tchèques (jusqu'en 1851). C'est à cette époque qu'il atteint le sommet de sa carrière : tous ses écrits sont publiés, il reçoit le prix de la Matrice tchèque (cs), une organisation éducative de la Société du musée national, et l'Anneau d'or de la littérature, et est appelé le chouchou de la nation tchèque. 
Pendant la Révolution autrichienne de 1848, il s'engage également sur la scène politique. Il est membre du Comité Svatováclav (cs), participe au Congrès slave (cs) et prend part à la fondation du Slovanská lípa (Tilleul slave) (cs). Lors des Élections de 1848 (cs), il est élu député de la circonscription autrichienne du Reichstag. Il représente la circonscription de Unhošť en Bohême. Il est catalogué comme écrivain. Il appartient à la droite parlementaire. À Kroměříž, sur la Place Rieger, où il a vécu pendant le Reichstag, il y a une plaque commémorative, commémorant non seulement sa participation à la Diète, mais aussi le fait qu'il y a écrit son drame Krvavé krtiny, ou Drahomíra a její synové (Le baptême du sang, ou Drahomíra et ses fils).
Afin de subvenir aux besoins de sa famille nombreuse, il tente de plaire aux autorités en écrivant des textes de célébration sur les potentats - en 1853, par exemple, il écrit une action de grâce pour l'échec de l'assassinat de François-Joseph (l'assassinat du 18 février 1853). Cependant, cela ne l'aide pas, et ses dettes continuent de s'accumuler. À cette époque, il s'est fait beaucoup d'ennemis et est renvoyé du théâtre. Il rejoint alors la Compagnie itinérante de Zöllner dirigée par Filip Zöllner, tombe gravement malade et meurt dans la pauvreté à Plzeň.
L'objectif de son travail était de créer un théâtre tchèque (cs). Au début, il se contente de traduire des pièces, puis il commence à en écrire. Dans les années 1950, les œuvres de Tyl ont été actualisées sous l'influence de l'idéologie contemporaine et des concepts de Zdeněk Nejedlý. Les drames de Tyl ont été cités en exemple pour leur humanité, leur réalisme et leur engagement social.

## Vie privée
En 1839, il a épousé l'actrice et chanteuse Magdalena Forchheim, dont il était enceinte. Cependant, l'enfant est mort-né et Magdalena ne peut pas avoir d'autres enfants après cette naissance difficile. Il devient bientôt intime avec la jeune sœur de Magdalena : Anna Forchheim-Rajska (1824-1903). Ainsi, un triangle matrimonial avec deux sœurs s'est formé. Avec sa maîtresse Anna, il finit par engendrer huit enfants (un est mort prématurément), qui furent élevés par sa femme Magdalena. Ces enfants étaient les suivants :
- Josef Otakar Forchheim, 1843-1907, docteur en philosophie, professeur de gymnase à Německém Brod puis inspecteur scolaire à Slaný[2]
- Jan Stanislav Forchheim, 1845-1890, tourneur sur fer, puis musicien militaire et employé des postes[2]
- Marie Eleonora Tylová, 1848-1868, actrice d'une troupe itinérante, décédée à l'âge de vingt ans lors du passage de la variole à Morkovice[3].
- Eliška Tylová, 1850-1909, actrice dans sa jeunesse, gouvernante et mère nourricière à Prague après avoir reçu son éducation[4] (Contrairement aux faits, elle utilisait le nom de famille Tylová et se présentait comme la fille mariée de Josef Kajetán Tyl et Anna Forchheimová, qui n'étaient pas mariés[5],[6])
- Vojtěch Josef Forchheim, 1851-1862, noyé dans la rivière Vltava alors qu'il était enfant.
- František K. Forchheim, 1853-1902, acteur, puis inspecteur du Národní divadlo, connu sous le pseudonyme de »Horník".
- Kajetán Josef Forchheim, né en 1856, un mois après la mort de Tyl, a fait un apprentissage de boulanger et est parti à l'étranger ; son destin ultérieur est inconnu

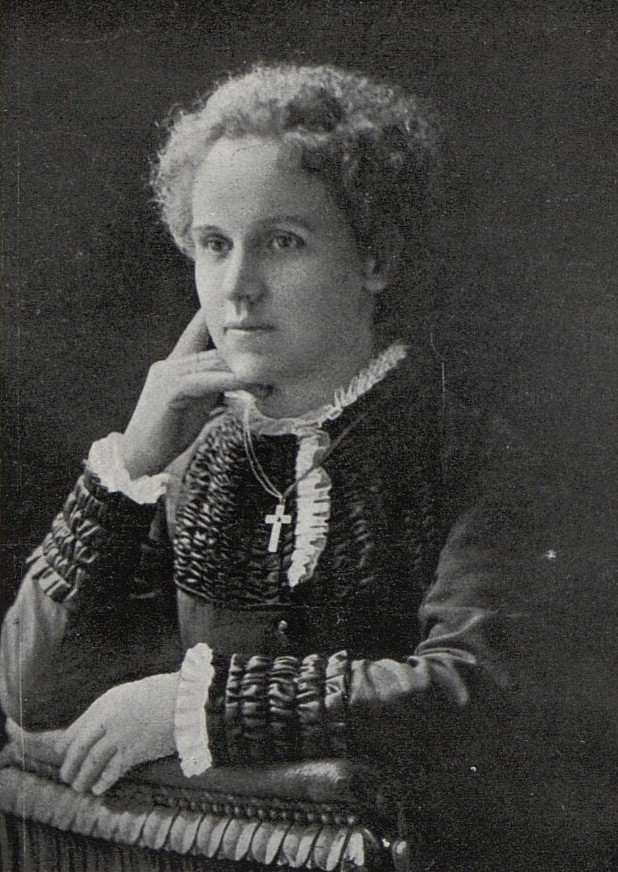
Eliška Tylová
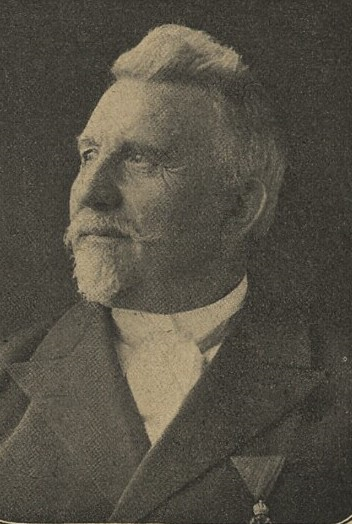
PhDr. Josef Forchheim

Après la mort de Tyl, Anna Forchheim-Rajská épouse l'écrivain et journaliste Josef Ladislav Turnovský (1837-1901), plus tard directeur de la Matrice de l'école centrale (cs), qui dirige la compagnie théâtrale après le metteur en scène Josef Alois Prokop,
.

## Tyl en tant que critique de théâtre
Josef Kajetán a également agi en tant que critique de théâtre, dans les années 1930, il a évalué négativement la qualité des productions mises en scène au Théâtre des États. Il n'apprécie pas la sélection des pièces individuelles, qui est soumise à des objectifs commerciaux. Il dénonce également la faible valeur esthétique des pièces. Tyl manquait de pièces originales écrites en langue tchèque dans le théâtre tchèque. Il a critiqué le fait que les programmes étaient principalement des traductions d'œuvres en langue étrangère. Cependant, il a lui-même traduit de nombreuses œuvres de l'allemand vers le tchèque. En 1833, il a fondé une rubrique critique dans le magazine Jindy a Nyní dans laquelle il analysait les conditions théâtrales de l'époque.

## Les traductions de pièces de Tyl
Au cours de sa vie, il a traduit ou adapté plus de 50 pièces. À partir de 1831, Tyl a travaillé comme traducteur au Théâtre des États. Dans ses premières années, il traduisit principalement des pièces romantiques, puis se concentra sur le répertoire du théâtre viennois.

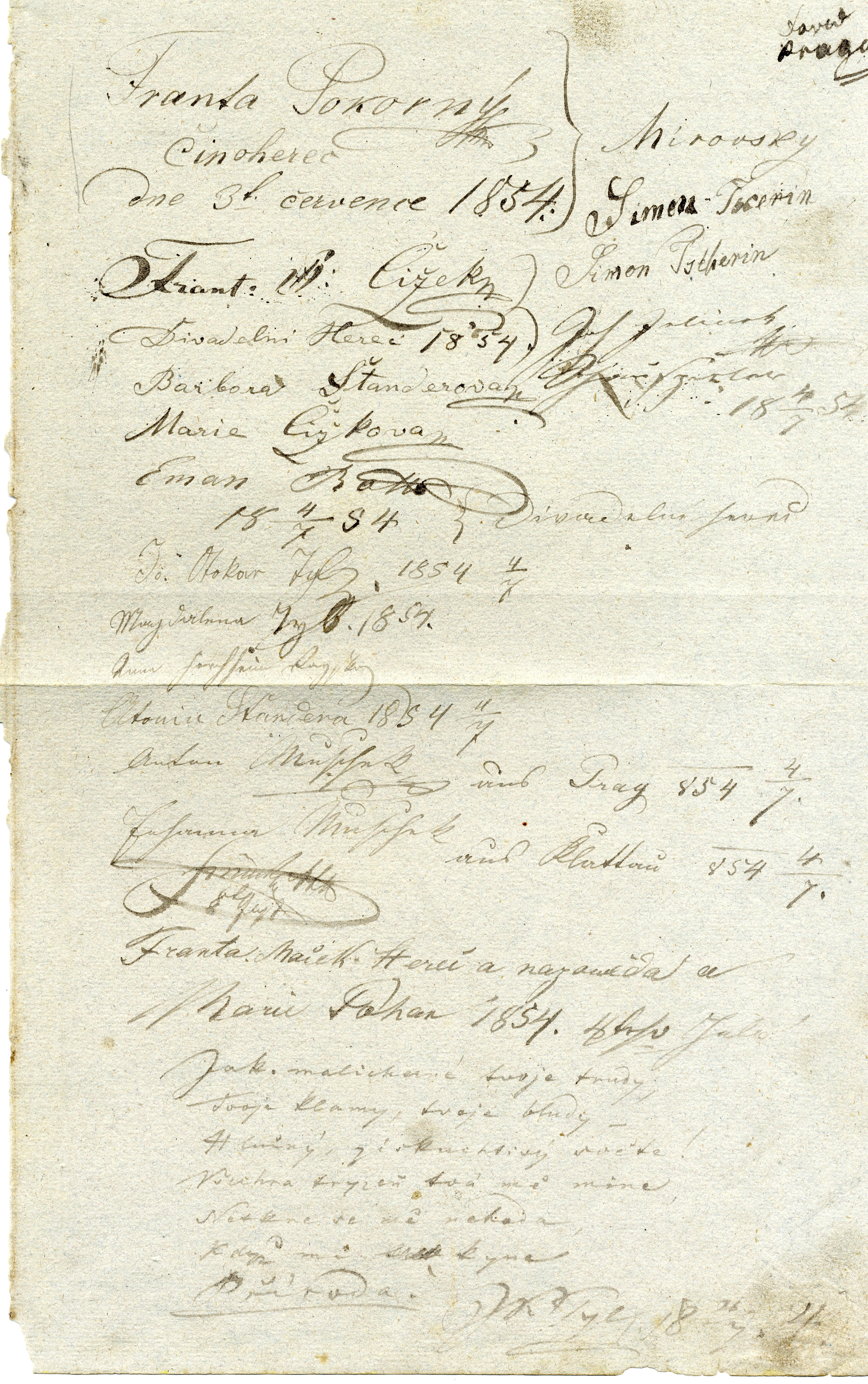
Signature de Tyl avec son poème manuscrit sur une feuille avec les signatures des membres de la compagnie itinérante de 1854.

Parmi les premières œuvres traduites par Tyl figurent Deux bêtes d'Ignaz Franz Castelli ou Les conflits domestiques d'August von Kotzebue. Ce dramaturge allemand était, avec Ferdinand Raimund et Johann Nepomuk Nestroy, parmi les auteurs que Tyl traduisait le plus souvent. Tyl tente de débarrasser les farces viennoises de leur manque de goût, en enrichissant les pièces de nouvelles intrigues ou en les raccourcissant. Il a souvent adapté ses traductions de pièces à l'environnement tchèque et a essayé de les rapprocher du public local et des conditions qui prévalaient parmi lui.
Au cours de ce processus, Tyl clarifiait les caractéristiques particulières de la nation tchèque. Ses activités de traduction ont ainsi progressivement conduit à la création d'œuvres indépendantes appelées tableaux dramatiques du présent, également connues sous le nom de « pièces de l'amélioration ». La première pièce de théâtre que Tyl a placée dans l'environnement tchèque était une traduction de la pièce de Johann Wilhelm Lembert Fortunatus Abenteuer zu Wasser und zu Lande (Les aventures de Fortunatus dans l'eau et dans les terres). En 1834, elle a été jouée sous le titre Václavík Outrata et ses étranges incidents sur terre et sur mer. En 1836, Tyl tenta également de retravailler Le Roi Lear de William Shakespeare. Il s'agit de la première traduction tchèque en vers de l'œuvre de Shakespeare.

## Œuvres

### Journalisme
Josef Kajetán Tyl a été l'éditeur et a dirigé par intermittence le magazine Květy (cs) de 1833 à 1845. De 1846 à 1848, il édite le magazine Pražský posel [le messager de Prague] (cs) et, en 1849, le Sedlské noviny. Il a contribué à un certain nombre d'autres revues tchèques.

### Traductions
- Dědičná smlouva [Contrat de succession] - un drame à thème historique en deux actes (première représentation le 17 avril 1831)

### Pièces de théâtre

#### Images dramatiques du présent
Tyl s'est inspiré des artistes de théâtre autrichiens Johann Nepomuk Nestroy, August von Kotzebue et Ferdinand Raimund, dont les efforts pour combiner l'intention commerciale et les objectifs éducatifs étaient proches du cœur de Tyl. Les pièces se caractérisent par un conflit entre les ambitions personnelles du héros et son sens des responsabilités. En règle générale, ils finissent par amener l'individu à l'humilité et à la modestie. Contrairement aux modèles viennois, dont l'objectif principal était de divertir le public, Tyl a porté son attention sur les aspects moraux et psychologiques.
- Paní Marjánka, matka pluku [Madame Marianne, mère du régiment] (1845).
- Paličova dcera [La fille de Palič] (1847) - Rozárka est la fille du châtelain Valenta. Valenta commet un incendie criminel par désespoir et colère. Rozarka prend le blâme parce qu'elle ne veut pas que ses frères et sœurs aient un père qui est un bourreau.
- Bankrotář [La faillite] (1854, en cours d'impression)
- Pražský flamendr [Prague Flamendr] (1859, publié in memoriam)
- Chudý kejklíř [Le pauvre plaisantin] (1870, publié in memoriam)[10]

#### Fables dramatiques
- Strakonický dudák aneb Hody divých žen [Le joueur de cornemuse de Strakonice ou le festin des femmes sauvages] (1847) - Le joueur de cornemuse Svanda part à l'étranger à la recherche d'un meilleur salaire, mais se rend compte de ce que son pays représente pour lui et revient. Tyl voulait condamner les personnes qui partaient à l'étranger. Il tente de défendre l'idée que les gens travaillent chez eux - pour la nation. Disponible en ligne.

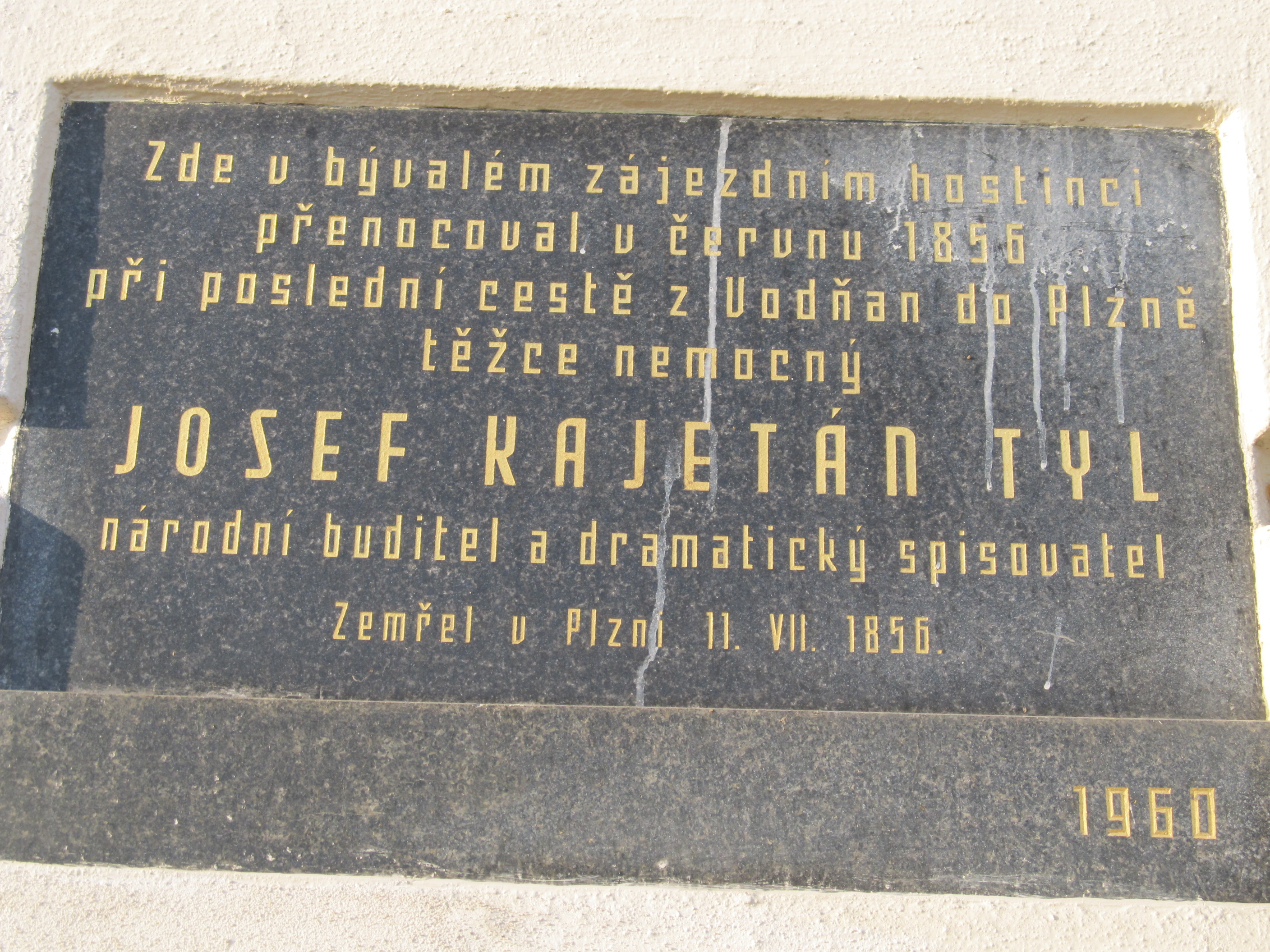
Blatná - Plaque de Tyl sur la maison de náměstí Míru 212.

- Lesní panna aneb Cesta do Ameriky [La jeune fille de la forêt ou le voyage en Amérique] (1869 publié en version imprimée) - la même idée que dans Le joueur de cornemuse de Strakonice apparaît ici.
- Tvrdohlavá žena aneb Zamilovaný školní mládenec [La femme têtue ou L'écolier amoureux] (1849) - a réagi à la situation politique de 1848, il y a de nombreuses allusions à cette situation. Le personnage principal est une meunière qui ne veut pas confier sa fille à un écolier. L'esprit de la montagne brûle son moulin en retour et la laisse errer jusqu'à ce qu'elle se rende compte de son erreur et se marie avec sa fille. Disponible en ligne.
- Jiříkovo vidění [La vision de George] (1849) Disponible en ligne.
- Čert na zemi [Le diable sur terre] (1850) Disponible en ligne.

#### Pièces de théâtre historiques
- Krvavý soud aneb Kutnohorští havíři [Le procès sanglant ou la Kutná Hora Havíři] (1848) - dépeint la répression de la révolte des mineurs de Kutná Hora en 1496 (cs). Il s'est inspiré de la grève des ouvriers de l'usine de karts de Smíchov en 1844. L'abbé (le protagoniste), qui tente de régler les différends par un accord, est exécuté.
- Jan Hus (1849) - la pièce est dirigée contre l'Église. Elle contient un grand nombre d'inexactitudes historiques. Par exemple, il déforme le personnage de Jan Žižka, qui est très favorable à Jan Hus dans le livre et propose même de l'accompagner à Kostnice. En réalité, ils ne se sont probablement jamais rencontrés. Leur soutien était plus formel. Il dépeint également de manière très vivante la relation de Jan Hus avec sa mère. Il se réfugie auprès d'elle après son bannissement à la campagne. En réalité, il n'a pas revu sa mère après avoir quitté la maison. Tyl a fait de Hus un combattant pour les idéaux de 1848.
- Žižka Trocnova
- Staré město a Malá Strana [La vieille ville et la petite ville]
- Krvavé křtiny, aneb Drahomíra a její synové [Baptêmes sanglants, ou Drahomíra et ses fils] (1849)
- Měšťané a študenti, aneb Oblehnutí Prahy od Švédů [Citadins et étudiants, ou le siège de Prague par les Suédois] (1849)

#### Autre
- Výhoň Dub [Le chêne de l'épuisement] [p 1] - cette pièce n'a pas satisfait l'auteur, il a brûlé le manuscrit[11] ; c'était sa première pièce de théâtre et cet échec l'a découragé d'écrire pendant un certain temps.
- Fidlovačka aneb Žádný hněv a žádná rvačka [Fiddling ou Pas de colère et pas de bagarre] - (1834) une pièce avec des chansons, située dans un cadre rural. Ce fut un échec total, mais le futur hymne national tchèque fut entendu ici pour la première fois. En écrivant les paroles de Kde domov můj [Où est ma patrie], Tyl s'est inspiré de ses impressions de la vallée de Vrchlice. Disponible en e-book Disponible en ligne.
- Slepý mládenec [Le célibataire aveugle] (1836) Disponible en ligne.
- Zeman ze starého času aneb Cop a frak [Zeman d'antan ou Cop et frak] - un tableau comique de la société en quatre actes (première représentation le 10 octobre 1847).

### Ouvrages non dramatiques (prose)
- Dekret kutnohorský [Le décret de Kutnohorsky] (1841) - novella. Dostupné online.
- Rozina Ruthardov (1838) - roman. Dostupné online.
- Brenek Švihovský (1840) - roman historique en cinq parties inspiré par le destin du gouverneur Hussite hetman Brenek Švihovský de Dolan (cs), tué lors de la Bataille de Sudoměř. Disponible en ligne.
- Vojta chudý čeledín [Vojta le pauvre chevalier] - une adaptation du roman de l'auteur suisse Jeremias Gotthelf. Il a été publié avec le soutien financier du patriote et mécène poysélien Jan Krouský.
- Poslední Čech [Le dernier Bohémien] (1844) - roman sans succès s'adressant à la noblesse nationalisée. Le comte Velensky se considère comme le dernier Tchèque et veut gagner à la nation son fils, qui s'est éloigné de la nation. Il finit par réussir. Il résout ainsi des problèmes générationnels. Les éléments romantiques prédominent sur les éléments réalistes dans cette œuvre. Elle fut la cible des critiques de Havlíček[12].

### Œuvres mineures
- České granáty [Grenades de Bohème] - satire (publié en 1844) Disponible en ligne.
- Pomneñky z roztěže - satire (publiée en 1844) Disponible en ligne.
- Kusy mého srdce [Morceaux de mon cœur] - nouvelles (autobiographie)
- S poctivostí nejdál dojdeš [C'est avec l'honnêteté qu'on va le plus loin] - nouvelle.
- Zloděj [Le voleur] - nouvelle.
- Karbaník a jeho milá [Le joueur et son amoureuse] - nouvelle (écrite en 1850) Disponible en ligne.
- Braniboři v Bochách [Braniboři en Bohême] (1847) - nouvelle. Disponible en ligne.
- Rozervanec [Le romarin] (1840) - dénonciation des attitudes romantiques dans la vie, critique de Karel Hynek Mácha, en particulier de son œuvre emblématique Máj (cs) [mai] (1836). Disponible en ligne.

## Hommages à J. K. Tyl

### Monuments
- Figure debout, bronze ; Alois Sopr (1985) - Plzeň, Jardins de Smetana
- Semi-statue dans un bloc de pierre avec deux figures allégoriques de muses féminines - Plzeň, Mikulášské náměstí (déplacée de Lochotín à l'automne 2011)
- Pierre tombale avec un ange en deuil, grès, Antonín Wildt (1858), remplacée par une copie ; - Plzeň, cimetière de Mikuláš

### Buste
- Buste, bronze ; foyer du Théâtre national à Prague
- Buste, plâtre patiné ; collection du département théâtre du Musée national de Prague
- Buste, bronze ; Karel Dvořák (1933), Kutná Hora, foyer du théâtre
- Buste en relief ; médaillon sur la façade de la Maison Tyl, Kutná Hora, rue Tylova 6
- Buste, grès ; Antonín Mára (1926), České Budějovice, Théâtre municipal, façade du bâtiment)
- Buste, bronze ; Miroslav Pangrác (vers 1980), Rakovník, foyer du théâtre, remplacé par la copie de l'auteur en 2010.

### Plaques commémoratives
Des plaques commémoratives se trouvent dans de nombreux endroits où Josef Kajetán Tyl a vécu et travaillé (Prague - Place de la République (Prague) et Théâtre des États, Blatná, Domažlice, Třeboň, Plzeň).